# Minigonna

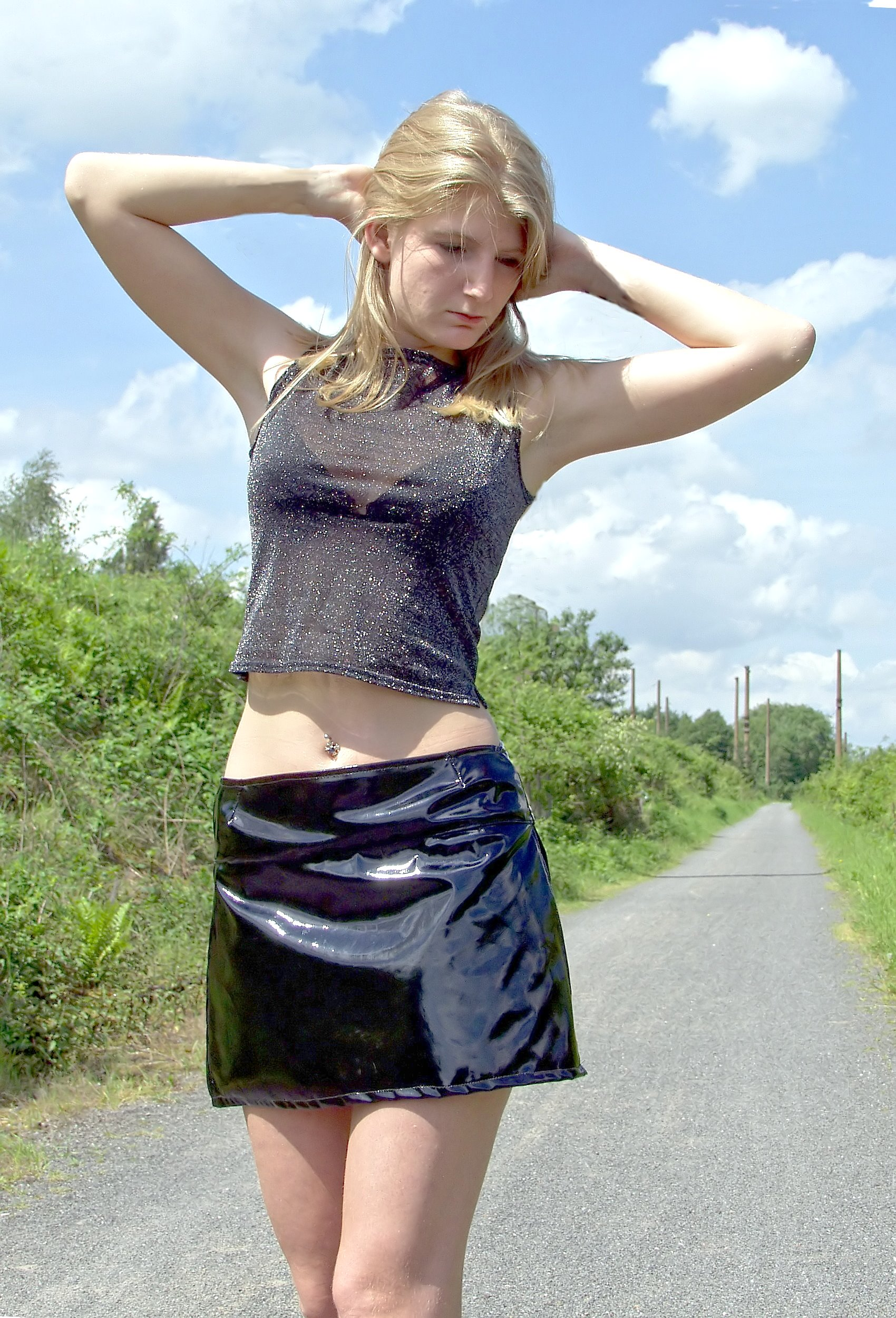
Modella con minigonna nera in PVC

La minigonna, sovente detta semplicemente mini (in questo caso il termine viene applicato genericamente anche agli abiti corti), è un tipo di gonna con l'orlo inferiore che arriva molto sopra le ginocchia (lunghezza variabile a seconda dei modelli, nei primi introdotti 10/15 cm o più sopra la linea delle ginocchia, successivamente anche più corti), mostrando quindi parte della coscia. Può essere aderente (eventualmente con spacco centrale o laterale) o meno ed è realizzata in vari tessuti (jeans, similpelle, cotone, PVC, ecc.). Il termine mini è stato poi applicato anche ai vestiti che scoprono le gambe come le minigonne, nati nello stesso periodo, definiti mini-abiti.
Generalmente la sua ideazione viene attribuita alla stilista del Regno Unito Mary Quant (ma la vera origine è dibattuta e contesa da altri stilisti) e divenne popolare dagli anni sessanta, per cui da molti è stata considerata uno dei simboli della Swinging London. Durante i suoi decenni di esistenza è stata più volte dichiarata morta sia da critici di moda che da importanti stilisti ma, seppur con diverse variazioni nella sua diffusione, il capo è rimasto in uso in molti paesi del mondo ininterrottamente dal momento della sua creazione ad oggi.

## La "lotta" per la riduzione della gonna

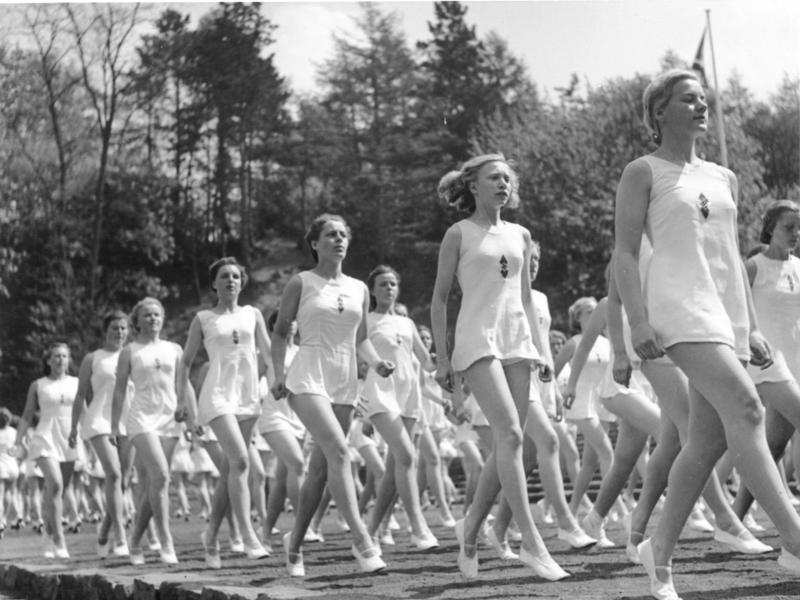
Ginnaste durante un'esibizione nella Germania del Terzo Reich, nel 1941. L'uniforme sportiva comprendeva una simil-minigonna, sotto la quale erano portati dei pantaloncini.

A partire dalla fine del XIX secolo i primi movimenti femministi iniziarono a ritenere le gonne portate allora troppo scomode: queste erano costituite da tessuti pesanti, lunghe fino a terra o poco meno, e spesso indossate sopra a sottovesti altrettanto lunghe. Con l'approssimarsi alla fine del secolo la femminista francese Hubertine Auclert arrivò a creare la Lega per le gonne corte, raccogliendo la rivendicazione di molte donne per un abbigliamento più comodo, che potesse garantire una maggiore autonomia di movimento.

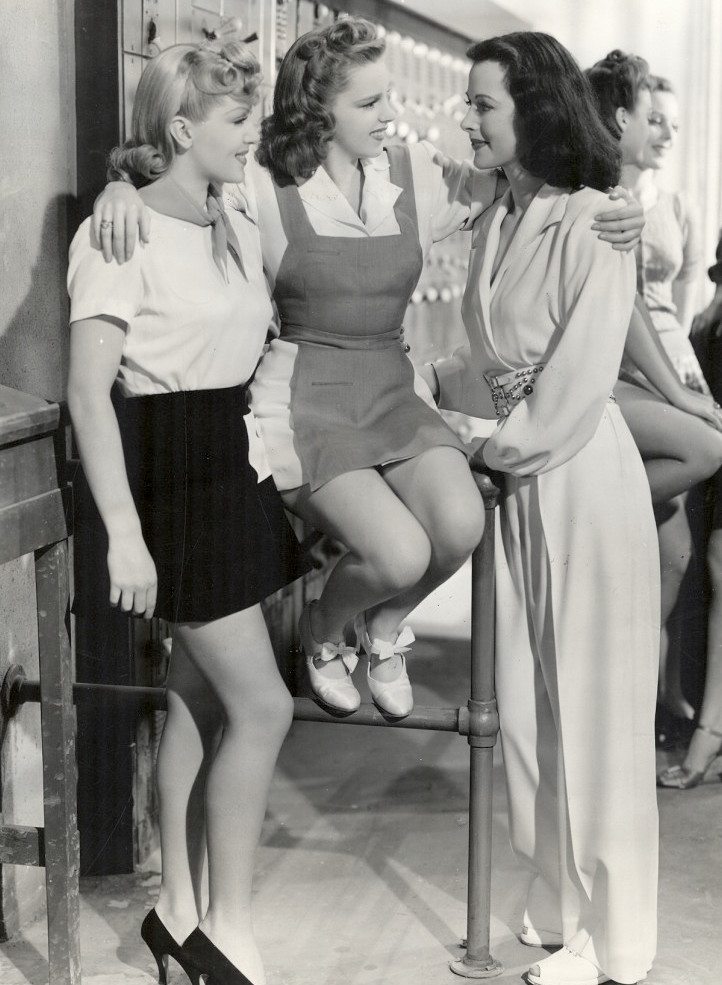
Da sinistra a destra: Lana Turner, Judy Garland e Hedy Lamarr, in una foto promozionale dal set del film Le fanciulle delle follie (1941), che raccontava la storia di tre Ziegfeld girl.

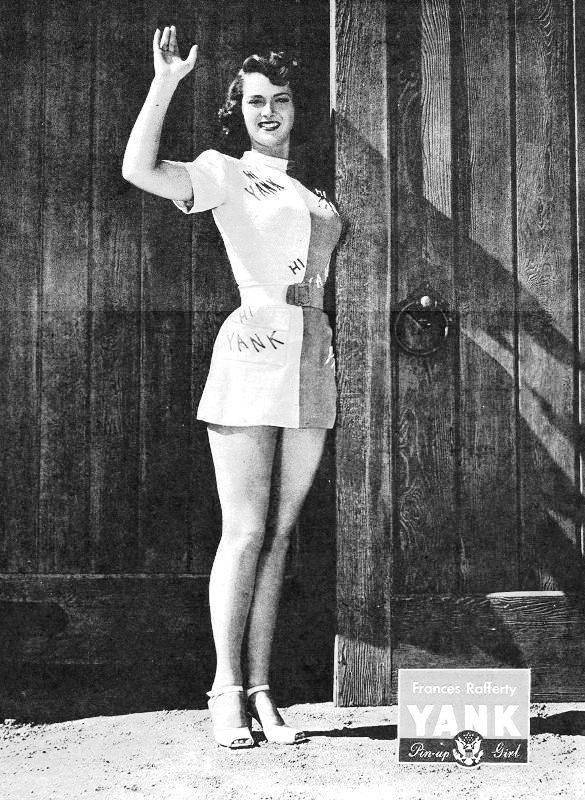
L'attrice statunitense Frances Rafferty indossa un corto miniabito in questa copertina del settimanale Yank, the Army Weekly del 12 ottobre 1945. La rivista, in cui spesso comparivano pin-up in abiti succinti, era pubblicata dall'United States Armed Forces ed era destinata alla distribuzione tra le truppe che combattevano nella seconda Guerra Mondiale.

Durante la prima guerra mondiale si iniziò a diffondere l'uso dei pantaloni tra le donne che lavoravano in fabbrica al posto dei mariti partiti per il fronte, ed al termine di questa la lunghezza delle gonne si accorciò rapidamente, nell'ambito di una forte evoluzione della moda femminile (questo stile divenne noto come flapper): negli anni venti del XX secolo (passati alla storia come gli "anni ruggenti") i vestiti indossati dalle giovani donne arrivavano in alcuni casi sopra il ginocchio, ma erano ancora ampiamente diffuse gonne più lunghe. In risposta a questi primi timidi cambiamenti negli Stati Uniti vennero varate leggi per regolare la lunghezza minima delle gonne. La rivoluzione nel vestiario e in generale nel look femminile continuò comunque ad avanzare anche dopo la guerra: la stilista Coco Chanel, tra le protagoniste di questa fase, individuava proprio la lunghezza dei capelli e della gonna tra i principali parametri di questo cambiamento. Nei modelli presentati da Chanel, molto più semplici come disegno rispetto alla moda precedente, si abbandona l'uso dei corsetti e la gonna si riduce fin sotto il ginocchio, impiegando per questa anche il tessuto Jersey (di lana e cotone), ritenuto fino ad allora caratteristico delle classi più proletarie. L'uso di una minore quantità di tessuto impiegato e il disegno semplice, che gli permette di adattarsi facilmente a più taglie, assicura a questo tipo di vestiario lanciato da Chanel una più facile diffusione commerciale. Secondo la storica della moda Valerie Steele, direttrice del museo del Fashion Institute of Technology di New York, questo cambio nel vestiario era un sintomo di una maggiore libertà sessuale per le donne dell'epoca, che tuttavia si restringerà nuovamente nei decenni successivi, perlomeno fino alla rivoluzione nelle abitudini e nella moda giovane degli anni sessanta.
Indumenti simili a minigonne iniziano a fare la loro comparsa, seppur in campi che esulano l'abbigliamento di tutti i giorni, come nel caso delle uniformi ginniche: durante i Giochi della VII Olimpiade del 1920 la tennista francese Suzanne Lenglen indossò un abito prodotto dallo stilista Jean Patou in cui la gonna arrivava fino al ginocchio, mentre pochi anni dopo, nei II Giochi olimpici invernali del 1928, fu la quindicenne pattinatrice norvegese Sonja Henie ad indossare per prima in quello sport un abbigliamento dotato di gonna corta, che permetteva una maggiore libertà di movimento alle atlete.

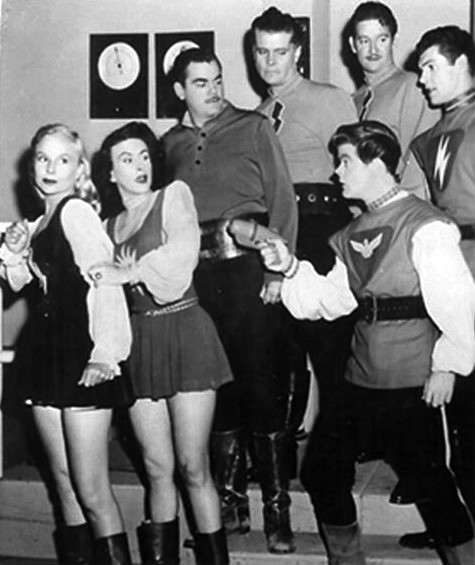
I costumi di scena usati nel cinema e in televisione anticiparono di diversi anni l'uso di minigonne e miniabiti. Nella foto il cast della serie statunitense Space Patrol (1950-1955).

Nel mondo dello spettacolo si diffondono abiti corti che scoprono le gambe e non solo: la ballerina e cantante Joséphine Baker si esibisce già negli durante gli anni venti con un costume che la lascia quasi in topless, munito di un corto gonnellino composto da un casco di banane (ideato da un giovanissimo Paul Seltenhammer). Allo stesso modo anche le attrici e ballerine del Ziegfeld Follies si esibiscono con abiti minimali e rivelanti e spesso posano per foto glamour con simile abbigliamento, quando non compaiono in servizi di vero e proprio nudo artistico. Nel mondo della danza classica invece alcune versioni di tutù erano arrivate a scoprire le gambe, sopra il ginocchio o anche completamente, fin dalla fine del XIX secolo, mentre gruppi di ballo come le inglesi Tiller Girls già negli anni venti avevano costumi che prevedevano gonne molto corte. Pochi anni dopo miniabiti o abiti da mare con corti gonnellini o pantaloncini sono tra gli abbigliamenti tipici delle pin-up, mentre negli anni quaranta e cinquanta diverse attrici sex symbol come Marilyn Monroe e Ava Gardner si fanno fotografare in posa con abiti muniti di corti gonnellini.
Gli anni quaranta vedono una riduzione della lunghezza della gonne portate dalle donne comuni, dovuta però più alla carenza di materiale tessile causata dalla seconda guerra mondiale, che non a innovazioni nella moda, tant'è che nell'immediato dopoguerra stilisti come Christian Dior si affrettarono ad introdurre abiti con gonne molto lunghe con abbondante uso di tessuto, che diverranno tipici del decennio successivo. Ciò non toglie che la gonna corta e i miniabiti, seppur non ancora chiaramente definiti come indumenti a sé stanti, siano comunque già presenti nell'immaginario comune, vestendo le già citate pin-up e sex symbol nelle loro foto promozionali o comparendo in pellicole cinematografiche e serie televisive, come le corte uniformi scolastiche della commedia inglese Blue Murder at St Trinian's del 1957, ispirata all'opera del vignettista satirico Ronald Searle, le uniformi spaziali dei personaggi femminili del telefilm fantascientifico statunitense Space Patrol, in onda sull'American Broadcasting Company nei primi anni cinquanta o i costumi classicheggianti di alcune delle interpreti femminili dei film del genere peplum.

## Gli anni '60, l'origine della "mini"
L'origine della prima gonna dichiaratamente "mini" è generalmente accreditata nel 1963 per opera della stilista britannica Mary Quant, che fu ispirata dall'automobile Mini e che, a partire dalla fine degli anni cinquanta, aveva iniziato a proporre abiti sempre più corti. Il nome inglese del nuovo capo di abbigliamento era mini-skirt (skirt = gonna). Secondo la Quant questo tipo di indumento, proprio per la sua lunghezza ridotta che non ostacolava il movimento delle gambe, risultava molto più pratico rispetto agli abiti femminili di moda prima della sua introduzione. La stessa Quant nel 1962 era stata intervistata dal quotidiano californiano Long Beach Independent, proprio relativamente al fenomeno degli abiti primaverili sempre più corti indossati dalle giovani britanniche (definite "ragazze Ya!-Ya!", dal tormentone del tempo "yeah-yeah"), e aveva predetto che questo stile avrebbe sempre più caratterizzato la moda giovane negli anni successivi.

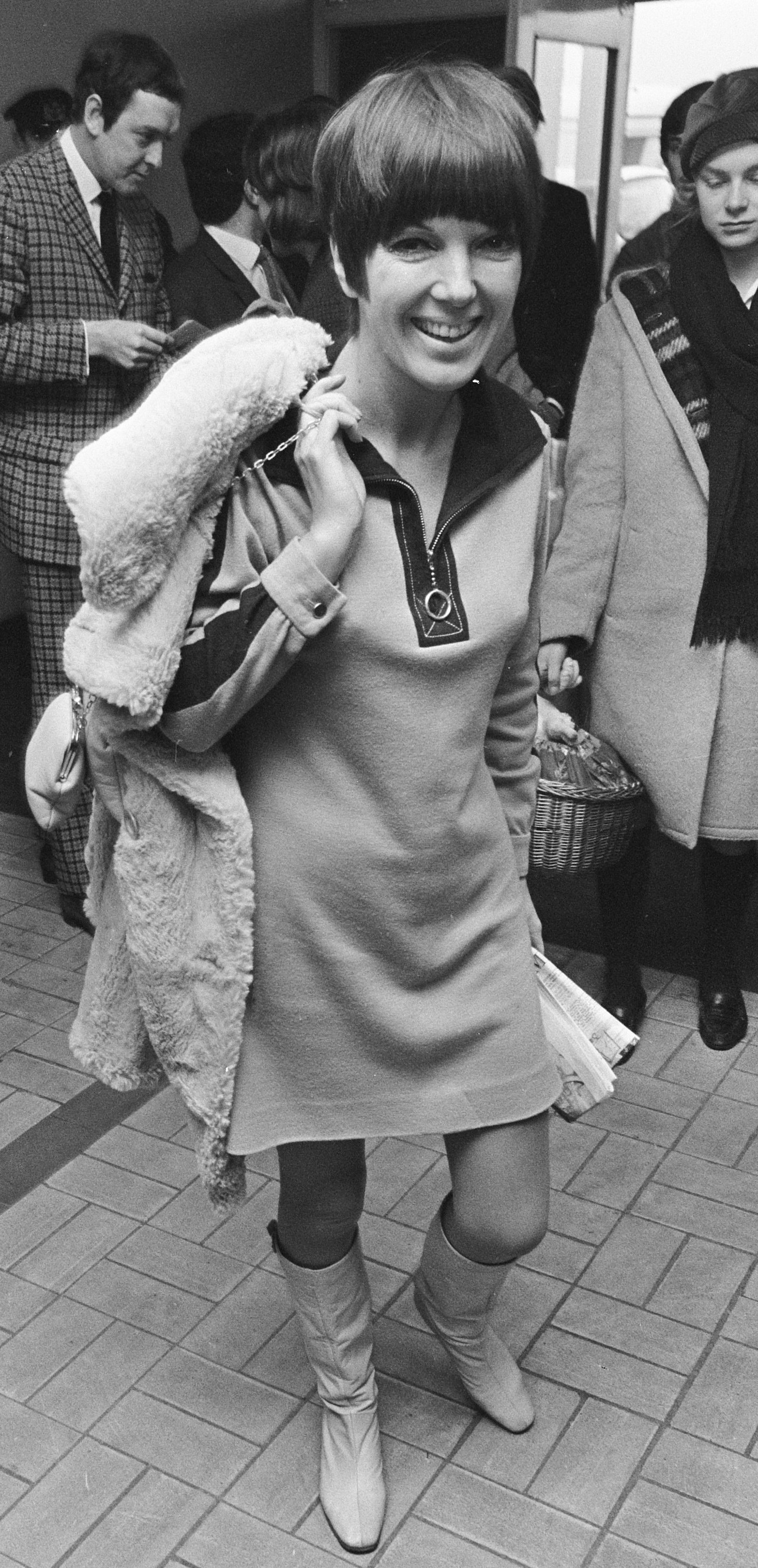
Mary Quant nel dicembre 1966, con indosso un miniabito di sua realizzazione e degli stivaletti.

La paternità non è però condivisa da tutti i critici e storici della moda: in Francia per esempio il designer francese André Courrèges è spesso citato come inventore della mini-jupe (aveva presentato degli abiti che terminavano sopra il ginocchio a partire dalla sua collezione del 1964 e li accorciò ulteriormente in quella del 1965, introducendo la "mini" nell'alta moda), mentre altri autori (come la giornalista Marit Allen, firma in quegli anni dell'edizione britannica di Vogue), citano lo stilista e costumista John Bates (suoi alcuni degli abiti di Diana Rigg nella serie The Avengers). Lo stilista austriaco naturalizzato californiano Rudi Gernreich (già noto per aver presentato negli Stati Uniti nel 1964 un costume da bagno pensato espressamente per il topless) viene presentato dalla stampa della seconda metà degli anni sessanta come uno degli anticipatori che, con i suoi modelli, hanno alzato sensibilmente sopra il ginocchio l'orlo delle gonne vendute nel mercato statunitense. La nascita della minigonna, seppur non come abito da indossare normalmente, è attribuita anche a Helen Rose, costumista statunitense che ideò alcune gonne molto corte per gli abiti di scena (in parte ispirati alle tuniche romane) dell'attrice Anne Francis nel film di fantascienza Il pianeta proibito (Forbidden Planet), girato nel 1956, quasi un decennio prima della nascita ufficiale dell'indumento, costumi peraltro che furono tra le motivazioni della censura del film in diversi stati..

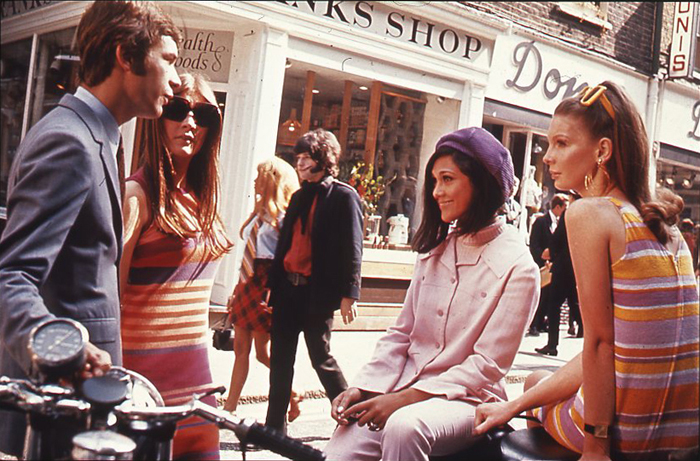
Carnaby Street nella seconda metà degli anni sessanta, uno dei luoghi simbolo della Swinging London.

Questi dibattiti per la paternità non sono comunque anomali, è da ricordare infatti, come già scritto, che simili capi di vestiario erano stati effettivamente impiegati anche in precedenza, per esempio per le divise delle sportive o per gli abiti da spiaggia lanciati nei primi anni sessanta (che già terminavano alcuni centimetri sopra le ginocchia), ed era comunque da diversi decenni che gli abiti e le gonne stavano divenendo sempre più corti. La stessa Mary Quant alla fine degli anni novanta affermerà che:
(Mary Quant)
ed intervistata nuovamente un decennio dopo ribadirà che:
(Mary Quant)
Il termine inglese miniskirt veniviva tradotto letteralmente nei paesi dove compariva questo nuovo capo, combinando il prefisso "mini" con il termine locale per gonna (es mini-gonna in Italiano, mini-jupe in francese, ecc.), anche se in alcuni casi il termine, entrato nel parlare quotidiano, sarà poi usato anche contratto nel semplice "mini".

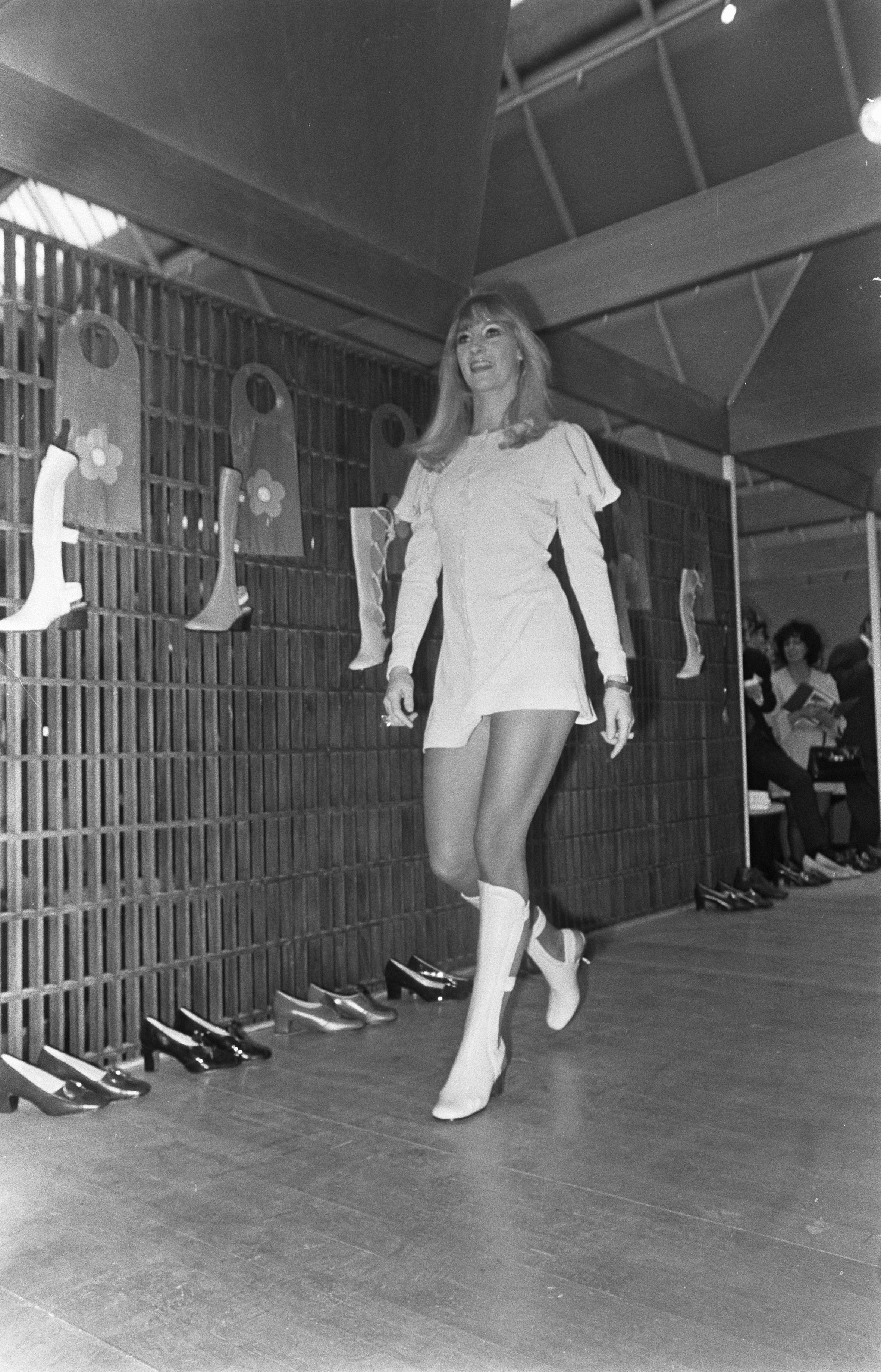
Modella con miniabito disegnato dalla Quant, durante una sfilata ad Utrecht nel 1969

Se le primissime minigonne presentate da Mary Quant, per essere definite già come tali e non come semplici gonne, dovevano avere una lunghezza che le facesse arrivare a due pollici sopra il ginocchio (circa 5,1 cm), nell'arco di un anno erano generalmente considerate "mini" quelle che arrivavano a scoprire almeno quattro pollici sopra il ginocchio (circa 10,2 cm). La lunghezza diminuì ancora, ma non in maniera uniforme: se per la moda londinese di fine anni sessanta poteva essere accettabile una gonna che arrivasse a ben 7/8 pollici (circa 17,8/20,3 cm) sopra il ginocchio, nello stesso periodo a New York la lunghezza tipica dell'indumento non arrivava a scoprire più di 3/4 pollici (circa 7,6/10,2 cm). La Quant, parlando della diffusione e della nascita dell'indumento, dichiarerà che questa riduzione era di fatto determinata dalla richiesta delle stesse ragazze che la indossavano (indicate come "ragazze della King's Road", ovvero la via dove era presente la sua boutique), più che da una pianificazione della stilista:
(Mary Quant)
La stilista Barbara Hulanicki ha più volte riportato un aneddoto relativo alla sua collezione del 1966 del marchio Biba, che ben mostra come in quel periodo le dimensioni sempre più ridotte dell'indumento non solo non ponessero problemi o ostacoli alla vendita, ma anzi finissero spesso per essere una sorta di richiamo per le acquirenti: una partita di minigonne, di lunghezza normale, la cui stoffa in jersey era stata trattata erroneamente dal fornitore, si era ristretta prima della messa in vendita nel negozio del marchio a Kensington, finendo per misurare solo 10 pollici (25 cm circa) di lunghezza; la Hulanicki riteneva che tutti questi capi sarebbero rimasti invenduti, causando un grave danno economico, ma inaspettatamente tutte queste nuove "micro-gonne" andarono esaurite nell'arco di pochissimo tempo.

### La diffusione internazionale

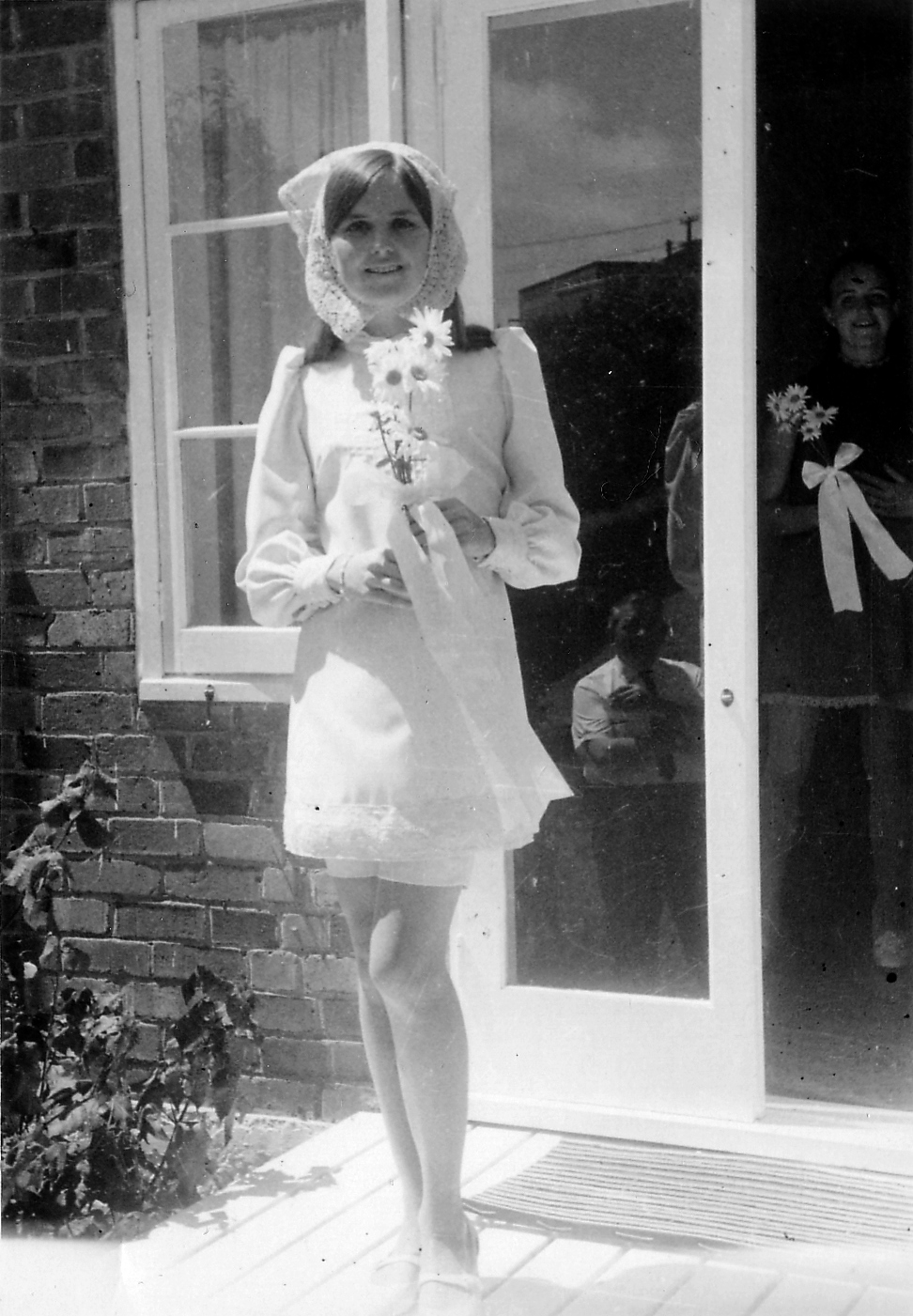
Sposa in minigonna ad Auckland, nel 1968. La diffusione della "mini" influenzò anche indumenti generalmente più casti, come gli abiti da sposa, i tailleur con gonna o il tubino

Il periodo di forte rinnovamento sociale, che portava ad una ricerca di discontinuità con il passato tra i più giovani, la facilità di produzione di questo capo di vestiario (e l'economicità nei modelli più semplici), garantirono un notevole interesse per l'indumento da parte dei media, degli stilisti e degli esperti di moda, che a loro volta contribuirono ad aumentarne la diffusione sia nell'abbigliamento quotidiano che nella moda più elitaria. Il già citato André Courrèges incluse per esempio una minigonna, meno aderente e portata con stivaletti (i Go-go boots), per la sua collezione mod della primavera estate del 1965, introducendola quindi nella cosiddetta alta moda, mentre tra i primi stilisti a vestire nelle sfilate le modelle con delle minigonne vi fu il suo connazionale Pierre Cardin.
Diversi fotografi come Helmut Newton o Richard Avedon immortalarono nelle loro opere le più famose modelle del momento (Twiggy, Jean Shrimpton, Amanda Lear, ecc.) in foto che evidenziavano le loro gambe, ampiamente lasciate in vista da minigonne o abiti molto corti. La stessa Jean Shrimpton fu al centro di un piccolo scandalo mediatico relativo alla nuova moda: il 30 ottobre del 1965, durante un tour promozionale sponsorizzato dal Victoria Racing Club e da un produttore locale di tessuti, si presentò all'ippodromo Flemington Racecourse di Melbourne, dove si svolgeva il Victoria Derby (parte del Melbourne Spring Racing Carnival, un evento ippico che funge da principale "vetrina" per la moda australiana), con un mini-abito (realizzato da Colin Rolfe) che lasciava scoperte le gambe per una decine di centimetri sopra il ginocchio. Oltre a questo, a causa della giornata particolarmente calda, era senza calze, né guanti, né cappello (tre degli accessori considerati quasi obbligatori dalla moda tradizionale del momento). La reazione dei media fu particolarmente critica verso questo tipo di abbigliamento e il caso divenne noto come The Miniskirt Affair (traducibile in italiano come "Il caso Minigonna"). 
Le foto della Shrimpton, circondata da donne più anziane e vestite in maniera classica e tradizionale, ampiamente diffuse dai media a corredo della notizia, ben evidenziavano il contrasto tra la vecchia e la nascente e nuova moda.
In televisione e al cinema la minigonna divenne sempre più presente, come nella serie classica di Star Trek (1966/69), in cui il produttore Gene Roddenberry decise di renderla parte integrante delle divise dell'equipaggio femminile dell'astronave, a rimarcare come quell'indumento, al tempo ancora non completamente accettato dalla visione conservatrice della società, nel futuro pensato per la serie avrebbe potuto avere una diffusione ben più ampia. Ma del resto non si trattava di una novità: proprio le produzioni cinematografie e televisive, come già ricordato, avevano mostrato i personaggi femminili con simili indumenti o divise da ben prima della sua introduzione ufficiale.
Non tutti gli stilisti però apprezzarono questa gonna corta, che ricevette diverse e variegate critiche: per esempio Chanel, nonostante il suo contributo dato alla rivoluzione dello stile femminile che farà da apripista a questo capo di vestiario, la considerava indecente, citando il parere di Christian Dior (morto alcuni anni prima) che riteneva il ginocchio la parte più brutta del corpo.
Nel 1966 Mary Quant ricevette il titolo di Ufficiale dell'Ordine dell'Impero Britannico per via dell'importanza che la minigonna (e in generale lo stile londinese) aveva rapidamente assunto nel mondo della moda.
L'uso della "mini", che scopriva le gambe, ha reso in questo periodo sempre meno diffuso l'impiego di calze e giarrettiere, a cui venivano preferite la calzamaglia (soprattutto nei primi anni), i collant (realizzati in nylon ed introdotti sul mercato alla fine degli anni cinquanta) o, più recentemente, i fuseaux e i leggings. Mary Quant citò proprio la presenza di collant e simili, che rappresentavano un'ulteriore copertura per le parti intime femminili, in una sua difesa della minigonna contro le legislazioni che volevano vietarla:
(Alison Adburgham, Mary Quant. Interview with Alison Adburgham, The Guardian, 10 October 1967)
L'accorciamento delle gonne si produsse fin dall'inizio anche in quello di altri capi, come i più tradizionali abiti da donna, facendo nascere i mini-abiti, che di fatto univano magliette e maglioni al concetto di minigonna, anche questi spesso indossati con i collant.
In parte per massimizzare una sorta di spirito di ribellione, dovuto al poter mostrare liberamente ciò che era considerato scandaloso e volgare (erano gli anni dei movimenti sessantottini), in parte per i dettami di alcuni stilisti che puntavano molto all'effetto pubblicitario di questi scandali, le minigonne in breve si accorciarono drasticamente, fino ad arrivare in alcuni modelli a soli pochi centimetri dalla biancheria intima che copriva i genitali, divenendo anche un simbolo della conquistata libertà sessuale femminile. All'uso sempre più frequente di minigonne e miniabiti si associò, per un breve periodo, anche l'abbandono del reggiseno, che spesso veniva bruciato dalle femministe come segno di protesta e di supporto ad una nuova idea della donna, non legata all'immagine precedente di cui i capi di vestiario tradizionale (abiti lunghi e reggiseno) erano un simbolo.
Le ridotte dimensioni a cui arrivò la minigonna in Inghilterra furono anche al centro di un caso di potenziale "evasione fiscale": il sistema di tassazione di allora prevedeva un'imposta indiretta sull'acquisto solo per gli abiti per adulti, considerando come tali quelli di lunghezza superiore ai 24 pollici (circa 61 cm), esentandone quindi quelli per bambini; le minigonne, pur essendo abiti per ragazze e donne adulte, con le loro lunghezze variabili tra i 13 e i 20 pollici (circa 33 e 50,8 cm), risultavano nella fascia non tassata.
La diffusione della minigonna (e in generale delle mode legate alla Swinging London), partita dai paesi europei del blocco occidentale, da lì passata (seppur non immediatamente) negli Stati Uniti (e dopo alcuni anni in quest'area più o meno tacitamente accettata), non ebbe la stessa facilità di diffusione altrove: in Cina per esempio, dove si era nel pieno della Rivoluzione Culturale, venne considerata uno dei simboli della "depravazione" dell'occidente capitalista, mentre in Australia le gonne rimasero sotto al ginocchio per buona parte degli anni sessanta.
Anche in diverse nazioni dell'Africa la minigonna venne vista come un simbolo della decadenza del mondo occidentale che avrebbe corrotto i costumi locali. La problematica al tempo, più che al concetto di pubblica decenza, in diversi casi era legata al fatto che molte nazioni avevano da poco ottenuto l'indipendenza, dopo il periodo coloniale, e gli indumenti legati alle mode occidentali, come le gonne corte o i pantaloni aderenti, erano visti come un protrarsi di questo controllo. Del resto l'abbigliamento tipico pre-coloniale di molte di quelle zone, precedentemente contrastato dalle forze coloniali (e anche da alcune forze governative post-indipendenza) nell'ottica della civilizzazione perché percepito come una quasi nudità, era minimalista: una ragazza di città in maglietta e minigonna negli anni '60 sarebbe stata comunque più coperta rispetto a una ragazza delle generazioni precedenti in abiti tradizionali. Questo ovviamente non impediva a molti governi o forze politiche di indicare comunque questo abbigliamento come sconveniente di per sé, con in alcuni casi campagne mediatiche e legali che sfociavano in vere e proprie aggressioni dei confronti delle donne che lo indossavano.
Tra la fine degli anni sessanta e l'inizio dei settanta l'indumento si diffonde anche in paesi a maggioranza islamica che successivamente l'avrebbero vietato o comunque osteggiato, come l'Afghanistan.
In Europa, nei Paesi Bassi l'indumento viene inizialmente vietato per legge, ma bastano pochi mesi perché il divieto decada e la minigonna si diffonda tra le giovani del paese. Per quello che riguarda l'Italia, la minigonna inizia a diffondersi nel 1966 (nelle sfilate di moda fiorentine a palazzo Pitti la lunghezza era di 10 cm sopra il ginocchio), ma rimane per diverso tempo un indumento mal visto dall'opinione pubblica, indossato nel chiuso dei locali da ballo, e si registrarono anche casi di ragazze che vengono denunciate, quando la gonna indossata in pubblico era considerata troppo corta. Oltre alle azioni legali (che proseguirono nel decennio successivo ed ebbero esiti variabili) e ai tentativi di regolamentazione per scuole e luoghi pubblici, alla diffusione della minigonna si ebbero anche forme di reazione violenta, con aggressioni nei confronti delle ragazze che la indossavano

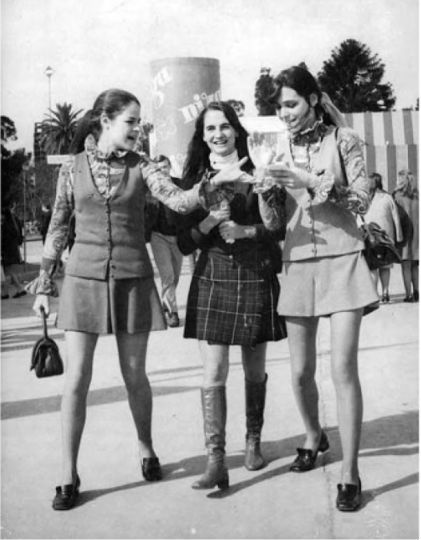
Ragazze in minigonna a Buenos Aires, nel 1967.

Ci fu anche chi denunciò la minigonna come un passo indietro nella lotta per la parità dei diritti delle donne, essendo un qualcosa che le avrebbe rese solo un oggetto di attrazione sessuale: simili tesi vennero per esempio abbracciate per esempio da Nicola Adelfi su La Stampa già nel luglio del 1967, insieme alla previsione di un prossimo forte declino nell'uso dell'indumento e del suo successivo (ma a posteriori mai verificato) "tramonto". In Francia, sempre nel 1967, anno in cui la moda nazionale riteneva la minigonna corta al massimo fino a 16 cm sopra le ginocchia, la polizia accusò esplicitamente le minigonne di favorire gli atti di violenza sulle donne, stimati in aumento, mentre il ministro dell'istruzione francese Alain Peyrefitte chiese il ritorno dell'uniforme scolastica con gonna lunga, suscitando forti polemiche e contrarietà anche da parte di diversi presidi.
Fortemente critica nei confronti del nuovo capo di abbigliamento fu la Santa Sede, in quanto ritenuto un abito poco decoroso nei confronti della donna. Nel giro di pochi anni dalla sua introduzione le autorità ecclesiastiche, per il decoro dei luoghi sacri e degli edifici pubblici - e forse per evitare distrazioni da parte dei fedeli-, resero più rigida l'applicazione delle già esistenti norme di ingresso e vietarono di fatto alle donne con la gonna al di sopra del ginocchio l'accesso a diversi edifici della città, tra cui la Basilica di San Pietro e i Musei Vaticani (tra le persone respinte, nell'agosto del 1969, vi fu anche la principessa del Belgio, Paola Ruffo di Calabria).
Nel cercare di contrastare la diffusione delle minigonne non vennero usate solo questioni di morale pubblica, per lo scandalo che questa poteva provocare, ma anche mediche: diversi medici iniziarono ad indicare nel nuovo indumento la possibile causa di reumatismi e futuri problemi circolatori.

## Gli anni '70
Le previsioni sulla fine definitiva della minigonna proseguono anche in questo decennio, tuttavia si riveleranno fallaci. Nei primi anni settanta la minigonna continuò infatti a diffondersi e ad accorciarsi, ma con l'arrivo della metà degli anni settanta questa tendenza iniziò ad invertirsi.
Il giornalista britannico Christopher Booker, nel suo libro The Seventies: portrait of a decade (1980), motivò queste modifiche al capo di abbigliamento sia in base al fatto che ormai non era possibile accorciarlo ulteriormente
(Christopher Booker, The Seventies : portrait of a decade)
sia per l'impressione di essere oggetti plasticosi o "'dolly birds'", che rischiavano di suscitare le ragazze vestite in minigonna e soprabito Mackintosh di PVC (l'accoppiata dettata dalla moda del periodo).
Un'ulteriore motivazione che spinse all'allungamento della gonna furono le proteste del movimento femminista: se in un primo tempo le gonne e la possibilità di vestirsi in maniera sexy (oltre a poter vivere più liberamente le proprie esperienze sessuali) erano sembrate delle novità da indicare come un'evoluzione positiva nella condizione delle donne, col tempo questo abbigliamento rischiava (nell'ottica di alcuni gruppi femministi) di farle considerare solo come degli oggetti sessuali. In quegli anni iniziavano peraltro ad essere poste sotto accusa anche diverse campagne pubblicitarie, che puntavano sulla minigonna per evidenziare l'avvenenza delle modelle, richiamando così l'attenzione su prodotti che non avevano nulla a che fare né con l'abbigliamento, né con l'universo femminile. Oltre all'immagine sexy proposta, grazie all'indumento, da alcune pubblicità cartacee e televisive, anche diverse aziende avevano scelto minigonne e miniabiti particolarmente corti come uniformi del loro personale a contatto col pubblico (per esempio alcune assistenti di volo), scelta che, pur garantendo una sicura pubblicità, attirava anche critiche. Per diverse femministe la minigonna era quindi passata, in pochi anni, da simbolo delle nuove libertà e della conquistata indipendenza (anche economica) delle donne, indossata a volte in modo volontariamente eccessivo come forma di provocazione, a capo di vestiario da boicottare perché legato alla figura della donna-oggetto, un dualismo che a distanza di decenni anima ancora il dibattito del mondo femminista.
In questo periodo, con l'eclissarsi della minigonna, si diffonde la moda degli short (letteralmente "corto"), spesso di jeans, come quelli indossati dall'attrice Catherine Bach nella serie televisiva Hazzard (1979-1985), che divennero noti proprio come Jeans Daisy-Duke (dal nome del suo personaggio) e degli hot pants (anche questi ultimi vedono tra i loro inventori la stilista Mary Quant): entrambi scoprivano le gambe come, se non più, delle minigonne, ma risultavano più pratici in quanto permettevano una maggiore libertà di movimento, oltre a proteggere e coprire maggiormente la zona intima. Nel tempo ci furono anche dei tentativi di unificare i due indumenti, lo stilista Versace per esempio provò ad introdurre abiti dotati sì di gonna corta, ma da indossare sopra a dei (parzialmente visibili) pantaloncini.
Nonostante questo cambio di rotta, l'indumento non sparì mai del tutto, né dalla vita comune, né nel mondo dello spettacolo e della moda. La minigonna (seppur a volte sotto forma di uniforme o costume), proprio per il suo essere comunque un simbolo dell'abbigliamento femminile giovane del tempo, influenzò anche il look delle protagoniste femminili dei nascenti anime giapponesi robotici (per esempio le opere di Gō Nagai o Yoshiyuki Tomino) e i majokko (ma questi ultimi si diffusero maggiormente nel decennio successivo), che stavano per invadere i teleschermi occidentali, ed i relativi manga, fornendo spesso la scusa per inserire nelle storie gag o scenette contenenti ammiccamenti sexy. Nell'ambito delle collezioni di moda, pur facendosi meno presente, a metà degli anni '70 venne a volta proposta cortissima (quasi all'inguine), ma abbinata a calze molto spesse o stivali sopra il ginocchio, quasi fosse questa la parte del corpo che bisognava pudicamente coprire.

## Gli anni '80

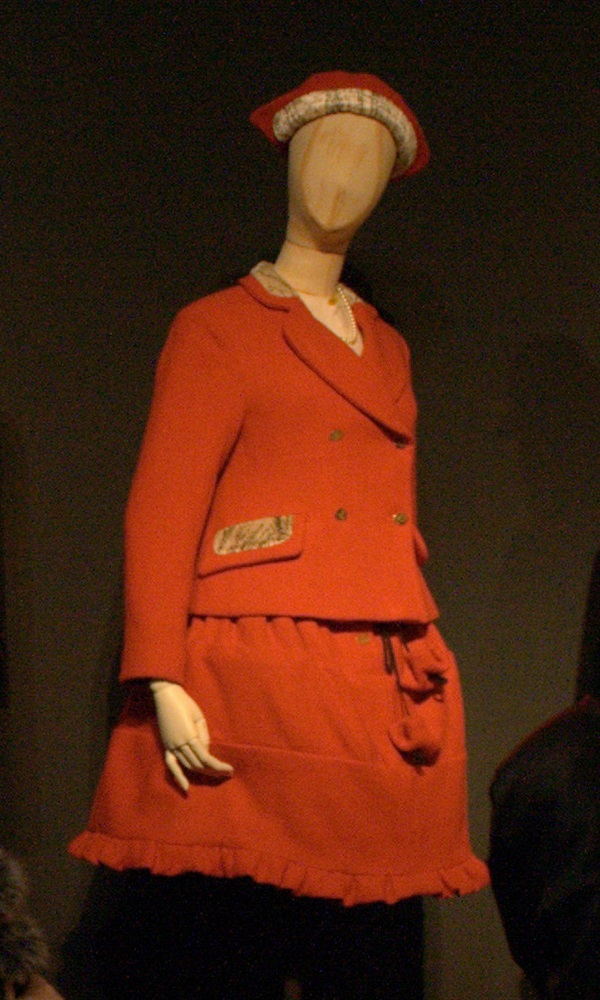
Un abito con mini-crini disegnato da Vivienne Westwood, esposto al NRW Forum di Düsseldorf.

Con l'avanzare gli anni ottanta la minigonna tornò di moda nel mondo occidentale, anche se in maniera altalenante e con tempistiche e diffusione diversa tra l'Europa e il Nord America, e si diversificò in modelli molto differenti (per tipo di tessuto, taglio, ecc.), pur non raggiungendo mai né una forma così corta, né la diffusione che aveva avuto nel suo primo decennio di vita. I due anni in cui si manifestò la maggiore diffusione della mini furono il 1982 e il 1987.
Proprio 1982 Valentino presagì un cambio di stile per le minigonne che, secondo lui, sarebbero state caratterizzate da una maggiore ampiezza e da una linea più morbida lungo le gambe, in grado di dare vita con il movimento del corpo ad un "sexy vedo non vedo". La previsione dello stilista si rivelerà in parte corretta, almeno fino a quando la moda per l'aerobica ed in generale per gli sport atti a migliorare la forma fisica, non riporterà in voga minigonne, miniabiti e corti tailleur nuovamente aderenti ed attillati. Tra questi ultimi tipi si distinsero le creazioni di Azzedine Alaïa e Herve Peugnet per le minigonne e gli abiti di lycra e di Thierry Mugler per i tailleur.
Tra il 1984 e il 1986 la stilista britannica Vivienne Westwood, che al tempo lavorava in Italia, lanciò un nuovo tipo di minigonna chiamato mini-crini, composta dalla fusione di un tutù da ballo con una struttura rigida derivata dalle crioline usate nell'epoca Vittoriana, ma il suo successo rimase confinato quasi esclusivamente al mondo della moda e dello spettacolo.
Tra i modelli che si affermarono in questo decennio vi sono il Rah-rah skirt, non aderente e con una base larga, in grado di coprire meglio le gambe in posizione seduta, ispirato a quello tipico delle cheerleader statunitensi (che a partire dalla fine degli anni sessanta avevano fatto di questo tipo di minigonna parte integrante delle loro uniformi), e il puffball skirt (nota anche come bubble skirt). Oltre al ritorno della minigonna questo decennio segnò anche il ritorno delle calze, munite di autoreggenti, che come i collant vennero proposte dagli stilisti in vari modelli e materiali, da quelle trasparenti, a quelle colorate, passando per quelle a rete.
Durante questo periodo la minigonna, nelle sue varie incarnazioni, iniziò ad essere indossata anche da personaggi pubblici non appartenenti al mondo dello spettacolo, come la principessa Diana, oltre a continuare ad essere impiegata da cantanti ed attrici, che a volte ne fecero una delle loro caratteristiche più identificabili (come il duo pop britannico Pepsi & Shirlie o la cantante Deborah Harry del gruppo statunitense Blondie).

## Dagli anni '90 alla fine del XX secolo

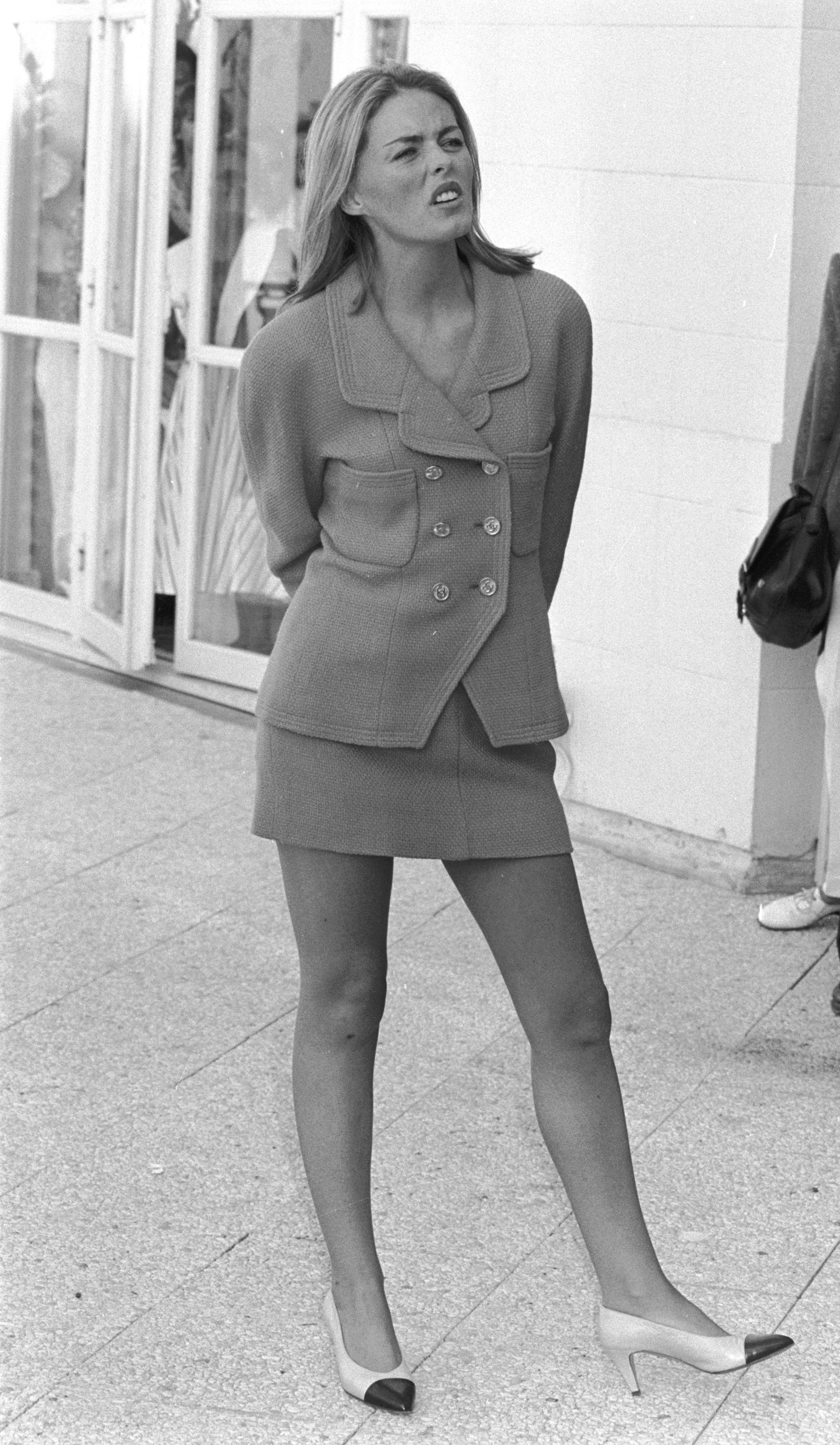
La cantante ed attrice britannica Patsy Kensit, in tailleur con minigonna, al Festival del cinema americano di Deauville, nell'edizione del 1991

Nei primi anni novanta le minigonne tornano ad essere presenti con una certa costanza nelle collezioni di moda (a volte, nell'ambito dello stile New Glamour, riprendendo look particolarmente d'impatto diffusi nei decenni precedenti, come le mini argentate di Courreges), in alternanza con gonne dall'orlo più lungo, pensate per le donne che lavorano in ufficio. Nel 1993 Yves Saint Laurent, Gianni Versace e Karl Lagerfeld tentano di rilanciare la mini nell'ambito dell'alta moda, ottenendo tuttavia un riscontro inferiore di quello avuto nel decennio precedente.
Con il passare degli anni novanta e l'arrivo dei primi anni del 2000, telefilm e serie televisive di origine statunitense, ma di grande successo mondiale e con un target variegato come Friends (1994-2004), Caroline in the City (1995-1999), Sex and the City (1998-2004), Melrose Place (1992-1999) o Ally McBeal (1997-2002) riportarono alla ribalta questo tipo di indumento, indossato spesso in scena dalle attrici protagoniste, che venivano riproposte così vestite anche in alcune delle immagini pubblicitarie e nelle copertine delle versioni home video delle rispettive serie. Una famosa sequenza del film Basic Instinct (realizzato nell'anno 1992, in cui la protagonista Sharon Stone in realtà indossava un corto tubino), ripetutamente ripresa e/o parodiata da altre pellicole e produzioni televisive, ha diffuso tra il grande pubblico l'idea della minigonna portata senza calze e senza intimo, tematica legata sia all'esibizionismo che al voyeurismo fotografico dell'upskirt (da up "insù" e skirt "gonna", ovvero il guardare verso l'alto da sotto una gonna), oltre a rilanciare fortemente nell'immaginario collettivo le gambe come zona del corpo femminile usata nella seduzione.
In Italia, soprattutto tra le più giovani, ebbe forte influenza l'abbigliamento delle ragazze di Non è la RAI (1991-1995), programma criticato spesso proprio per i costumi di scena, ritenuti eccessivamente ammiccanti per le protagoniste per larga parte ancora adolescenti. Lo stesso regista ed autore, Gianni Boncompagni, aveva precedentemente realizzato alcune edizioni del programma settimanale Domenica In, dove le numerose ragazze in studio indossavano tutte "divise" uguali, rigorosamente comprensive di minigonna. Vero simbolo televisivo della "minigonna italiana" di questo decennio sarà però la più matura Alba Parietti, le cui gambe, messe abilmente in mostra dai costumisti, dagli scenografi e dalla regia di Galagoal (Telemontecarlo 1990/91, 1991/92 e 1995/96) e Domenica in (Rai Uno, 1992/93), tramite abiti e gonne cortissimi ed alti sgabelli, divennero una delle "caratteristiche" più dibattute di questi programmi.
In Giappone nascono mode, come lo stile Kogal o il Gothic Lolita, che prevedono l'uso di minigonne di vario tipo, alcune delle quali derivate dall'uniforme scolastica giapponese o dalle gonne "gotiche" portate insieme ad una specie di crinolina.
Come scritto precedentemente, per quello che riguarda il mondo della moda, in questo decennio la gonna è tornata ad essere presente, seppur con variazioni nella sua lunghezza e nella frequenza della sua presenza, nelle linee di vestiario proposte nelle varie collezioni annuali. A metà degli anni novanta alcuni stilisti (tra cui Valentino) ed alcuni critici di moda, in controtendenza rispetto ai modelli che stavano proponendo la televisione e il cinema, avevano annunciato l'abbandono della minigonna, considerata ormai un indumento del passato, ma già pochi anni dopo questa era tornata prepotentemente sulle passerelle.

## Gli anni 2000

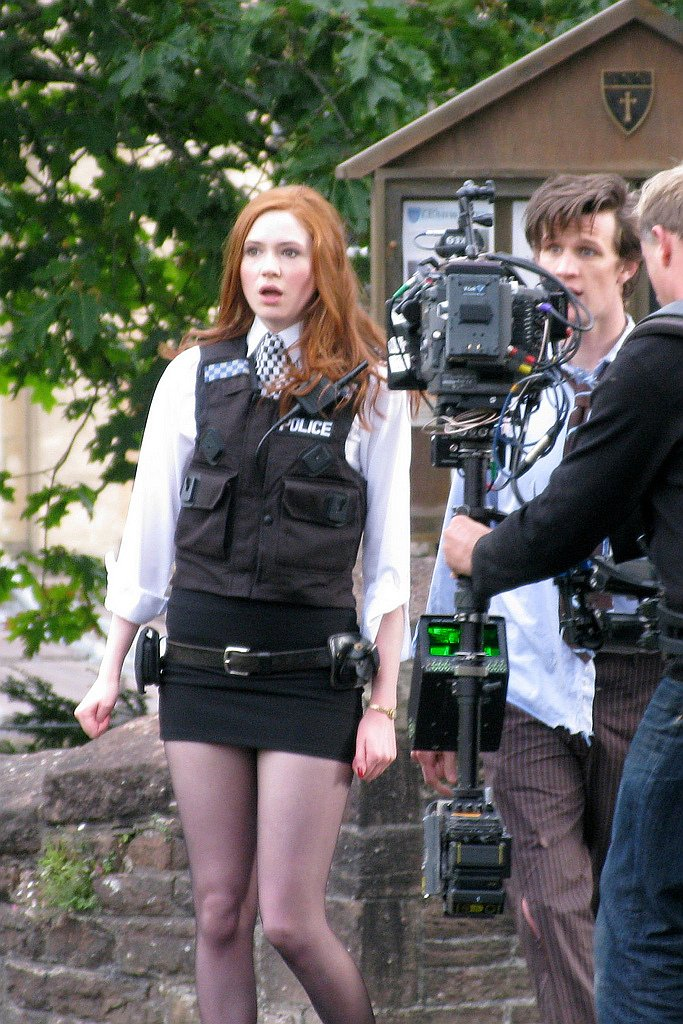
L'attrice Karen Gillan nel ruolo di Amy Pond, durante le riprese del primo episodio della quinta stagione di Doctor Who (maggio 2009). Le minigonne saranno uno degli indumenti tipici del personaggio, fatto che, secondo alcuni commentatori, lo avrebbero reso troppo sexy per un telefilm destinato alle famiglie. L'attrice stessa difenderà più volte la scelta di quell'abbigliamento, ritenuto perfettamente in linea con quello indossato abitualmente dalle ragazze inglesi coetanee del personaggio.

Nel primo decennio del XXI secolo i pantaloni a vita bassa hanno in parte scalzato la minigonna e gli hot pants dal podio dell'"abito più provocante", oltre ad attirare su di loro lo stesso tipo di critiche, relative alla supposta volgarità, che negli anni sessanta e settanta venivano indirizzate alle mini. Nell'abbigliamento di tutti i giorni le minigonne continuano tuttavia ad essere usate diffusamente, anche nei mesi invernali, dove sono sovente abbinate a pantaloni aderenti come i leggings, i fuseaux o collant pesanti. La principale differenza, rispetto ai decenni precedenti, è l'abitudine tra le donne di indossare l'indumento anche sopra i 30 anni, cancellando quindi l'immagine che lo voleva capo di abbigliamento destinato solo alle ragazze più giovani.
Con il nuovo secolo le mode provenienti dall'oriente che prevedono l'uso di gonne sopra il ginocchio, come il già citato Gothic Lolita, iniziano a diffondersi anche in occidente, ma in modo marginale, pur divenendo molto note tra i giovani grazie ai protagonisti di anime e manga che vestono seguendo quegli stili. Nel 2005 in Gran Bretagna la catena di grandi magazzini Harvey Nichols effettuò un sondaggio tra i suoi clienti per individuare il capo di vestiario più amato: la minigonna ottenne il primo posto.

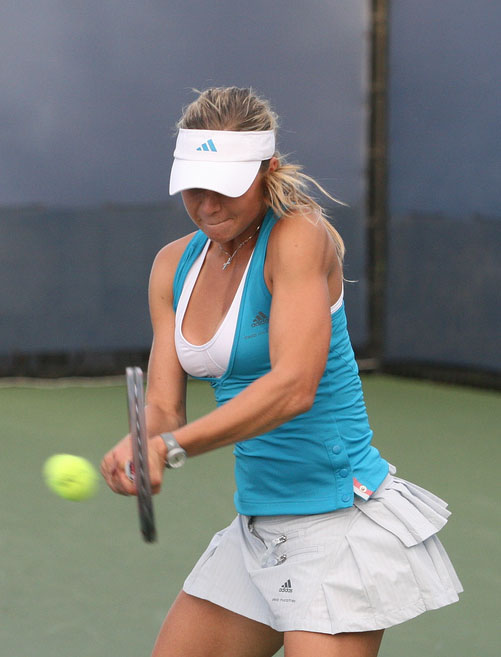
La tennista Marija Kirilenko agli U.S. Open del 2006: la minigonna si è diffusa anche nell'uniforme femminile di questo sport, non senza critiche da parte di alcuni organizzatori dei principali tornei, in quanto ritenute possibile fonte di distrazione per il pubblico.

Nella moda la gonna ha continuato ad essere diffusa e, nella seconda metà del primo decennio del XXI secolo, ha continuato ad accorciarsi ulteriormente, venendo però a volte sostituita dai più corti e meno impegnativi hot pants. Gli stilisti e le riviste di moda nelle collezioni 2009 e 2010 (soprattutto per i mesi invernali) propongono queste gonne più corte anche in abbinamento ad un altro revival della moda dei decenni passati, quello degli stivali alti sopra il ginocchio, detti cuissarde. Non mancano in questi anni le variazioni sul materiale con cui è confezionato l'indumento, con un ritorno nelle collezioni presentate sulle passerelle della pelle, e di varianti più originali come quelle decorate con effetto "metallico", così come il ritorno a forme già impiegate negli anni ottanta, come la puffball skirt, molto presente nella primavera del 2005 nelle sfilate relative alla moda del successivo autunno/inverno.

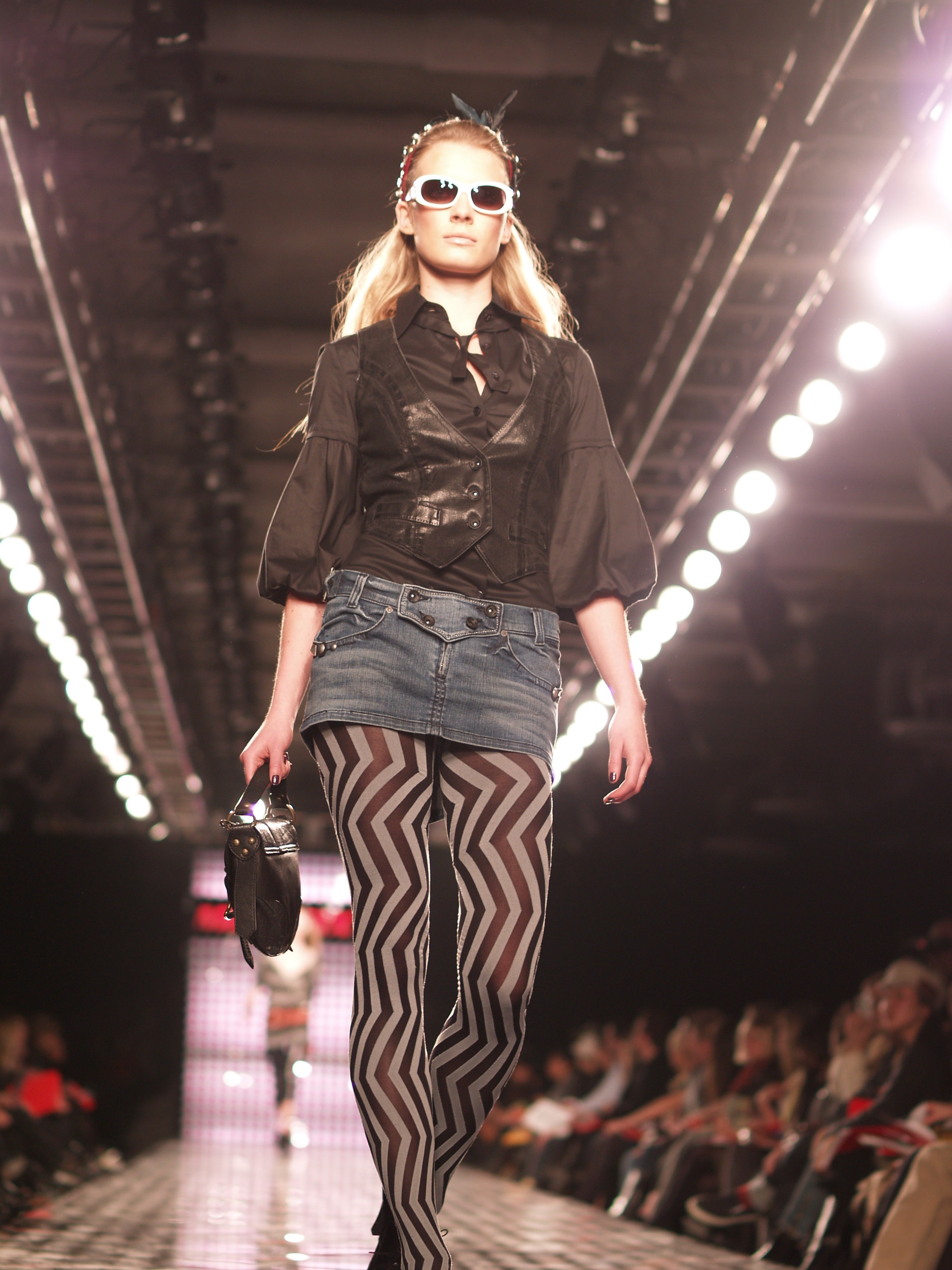
La modella canadese Julia Dunstall in microgonna e collant, alla settimana della moda di New York nel 2007. Le minigonne estremamente corte, pur essendo poco diffuse nell'abbigliamento comune, sono quasi una costante delle sfilate dell'inizio XXI secolo. I modelli hanno solitamente "lunghezze" inferiori ai 20 cm.

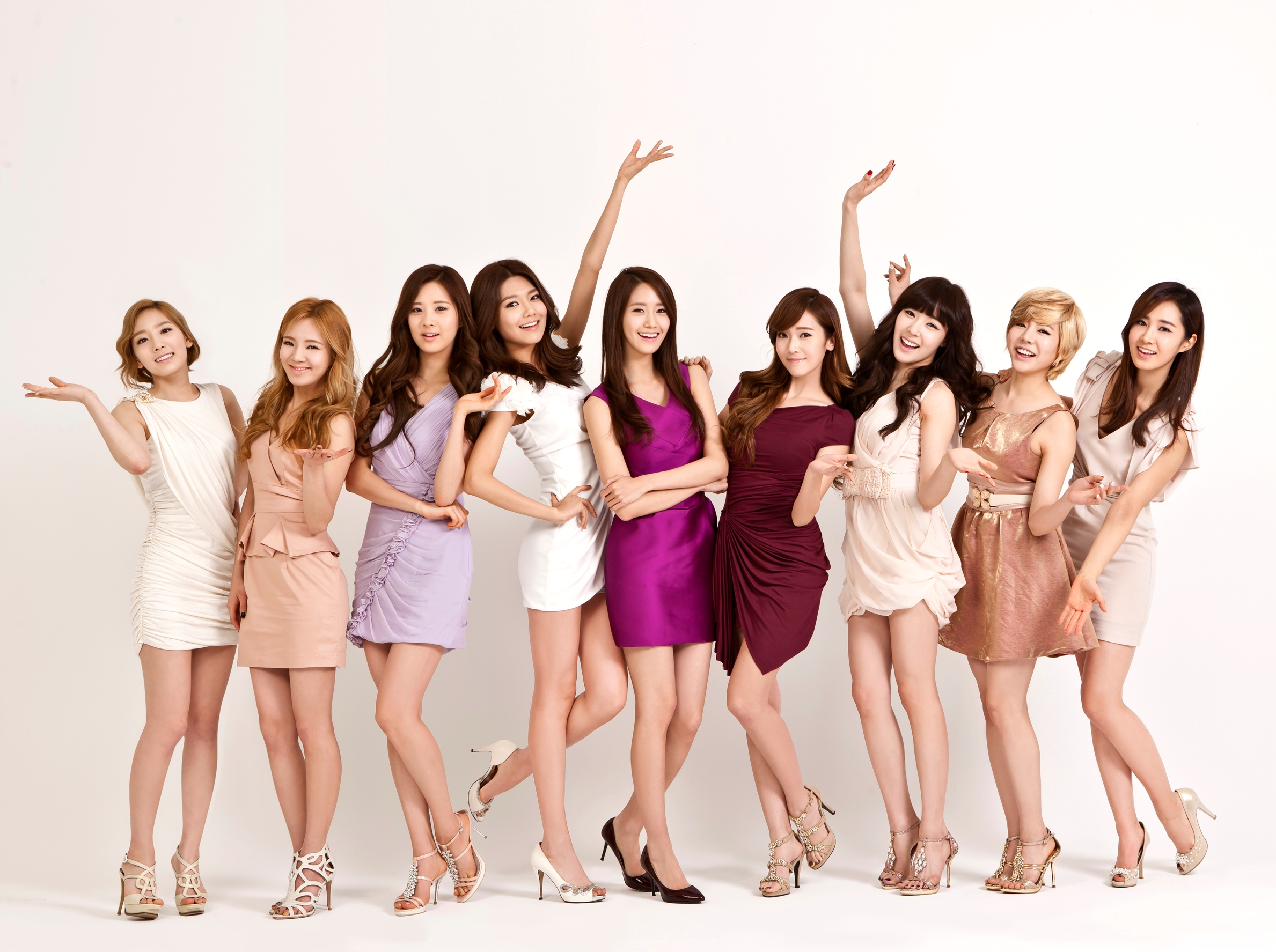
La cantante sudcoreana Kim Tae-yeon e le Girls' Generation in minigonna e miniabiti, in un'immagine promozionale (2013).

Negli stessi anni le minigonne estremamente corte (sotto i 20 cm di lunghezza), rinominate "microgonne" (più raramente "zerogonne") o, ironicamente nel mondo anglosassone, "belt-skirt" (letteralmente "cintura-gonna"), a volte di jeans, sono tornate ad essere presenti nelle sfilate, oltre ad essere indossate in scena dalle appartenenti al mondo dello spettacolo, tuttavia rimangono poco diffuse nell'abbigliamento normale, se non quando portate come aggiunta sopra pantaloni, calze coprenti o ai già citati leggings.
Dal punto di vista della diffusione, i media hanno evidenziato come, in alcuni casi, l'introduzione dell'indumento nell'uso di tutti i giorni in paesi molto tradizionalisti possa considerarsi uno dei segnali di un cambiamento culturale in atto (come nel caso birmano). Nonostante i quasi 50 anni di vita, l'indumento non è ancora accettato in tutte le culture, essendo per esempio vietato in diversi paesi islamici, mentre al termine del primo decennio del secolo in alcuni ex paesi sovietici dell'Asia centrale, ufficialmente laici ma a maggioranza islamica, Tagikistan e Uzbekistan, la minigonna si è ritrovata (per differenti ragioni) al centro di proposte di divieto insieme al Hijab, il velo islamico. Anche in paesi europei dove la minigonna era ormai diffusa da decenni, come la Polonia e l'Italia vi sono state diverse proposte di legge e regolamentazioni locali tese a vietare o scoraggiare l'uso dei modelli più corti, perché ritenuti offensivi della morale pubblica o per contrastare la prostituzione da strada. Agli inizi del 2011 il governo dello Sri Lanka, paese a maggioranza buddista, ha annunciato la possibilità di vietare la minigonna nei luoghi pubblici, nell'ambito di una nuova politica di moralizzazione del paese.

## Galleria d'immagini

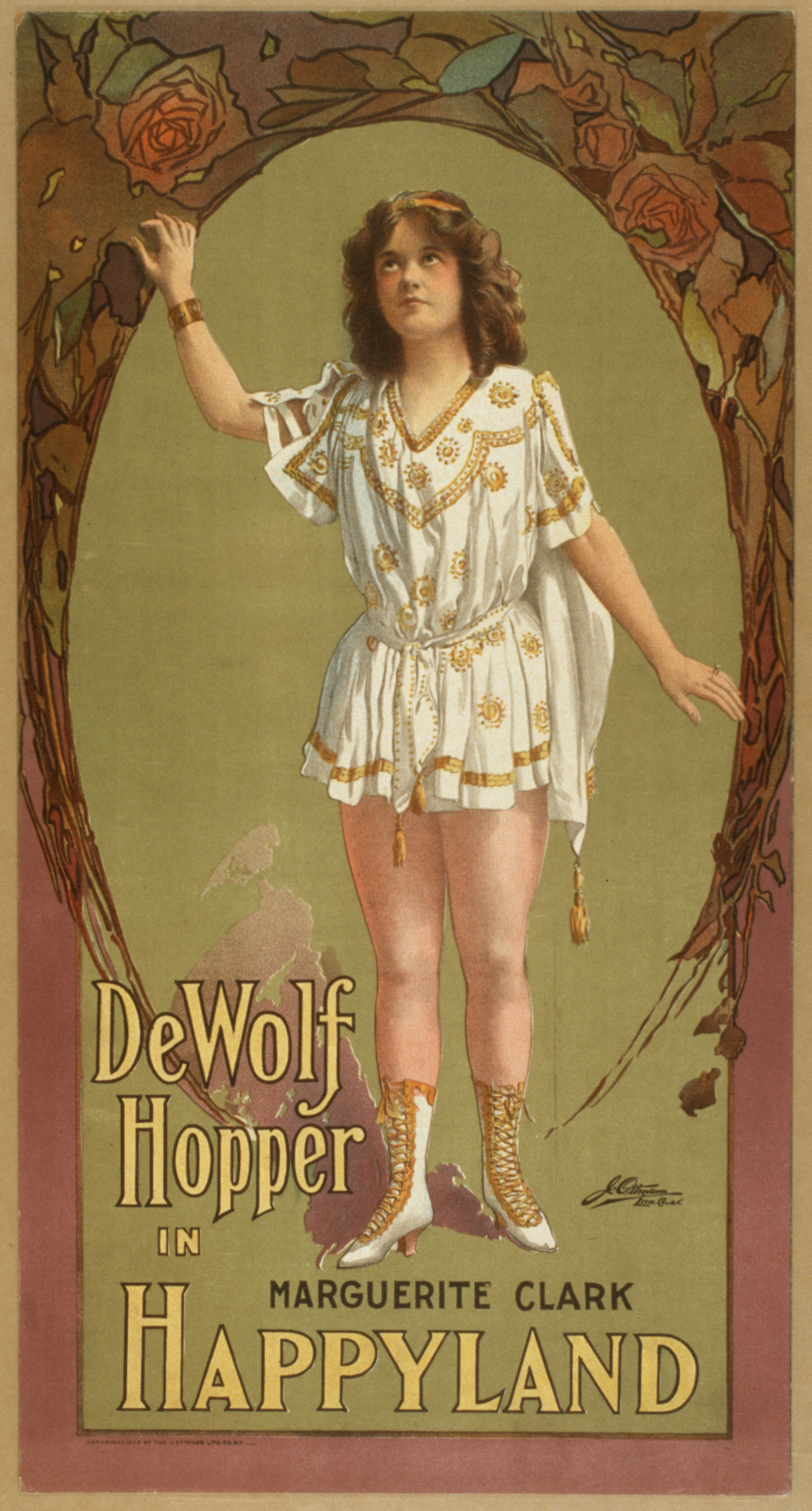
Costumi di scena simili a minigonne o miniabiti erano già diffusi agli inizi del XX secolo. Nella foto la locandina dello spettacolo "Happyland", in scena a Broadway tra il 1905 e il 1906, con un'illustrazione raffigurante l'attrice Marguerite Clark.
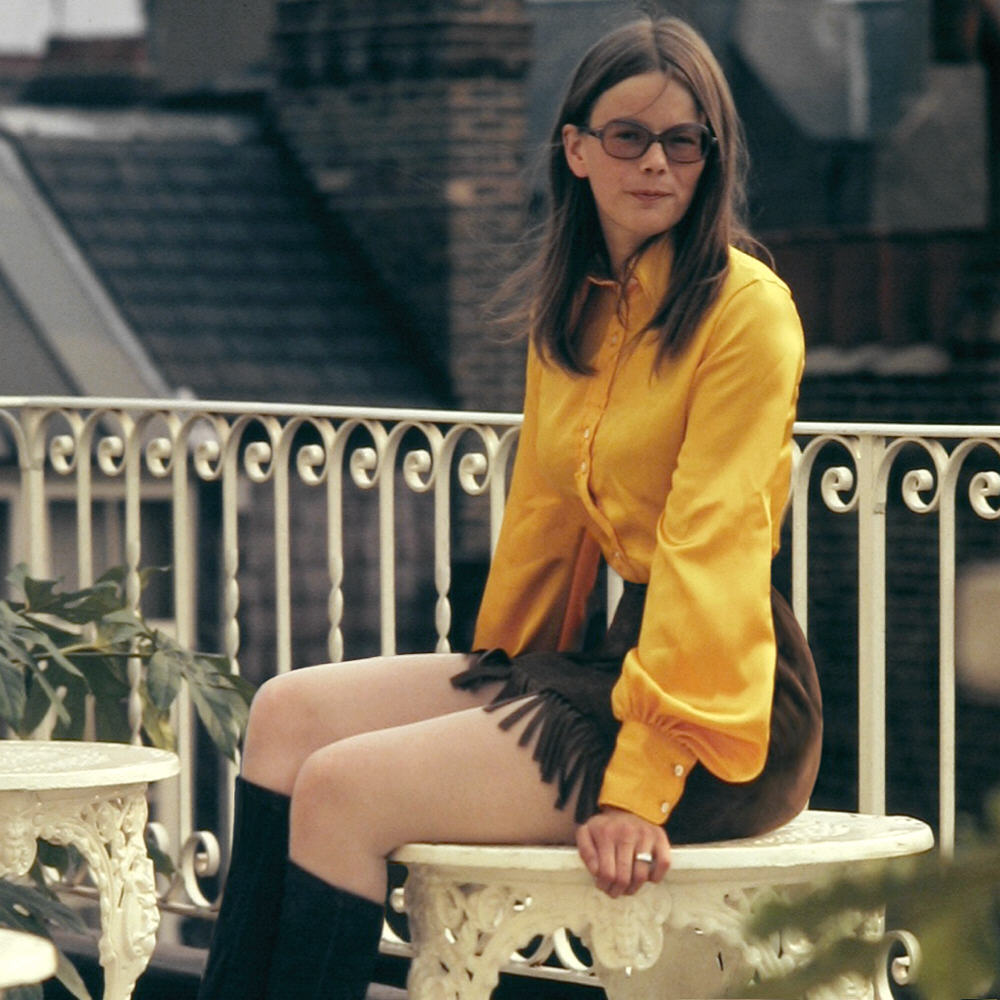
Ragazza in minigonna con frange in Inghilterra nel 1971.
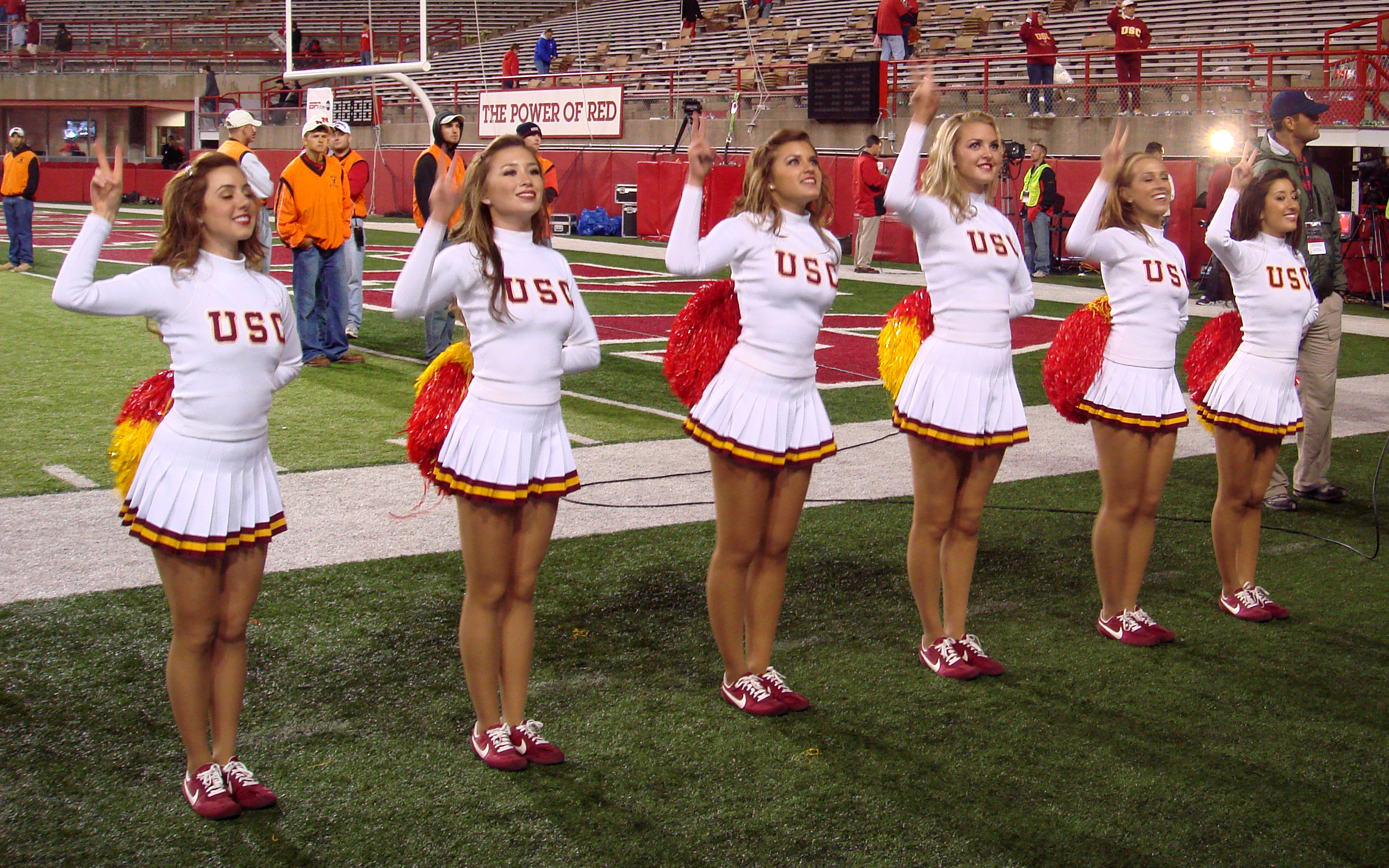
Cheerleader della squadra di football americano dell'University of Southern California, con l'uniforme classica, diffusa a partire dalla fine degli anni sessanta.
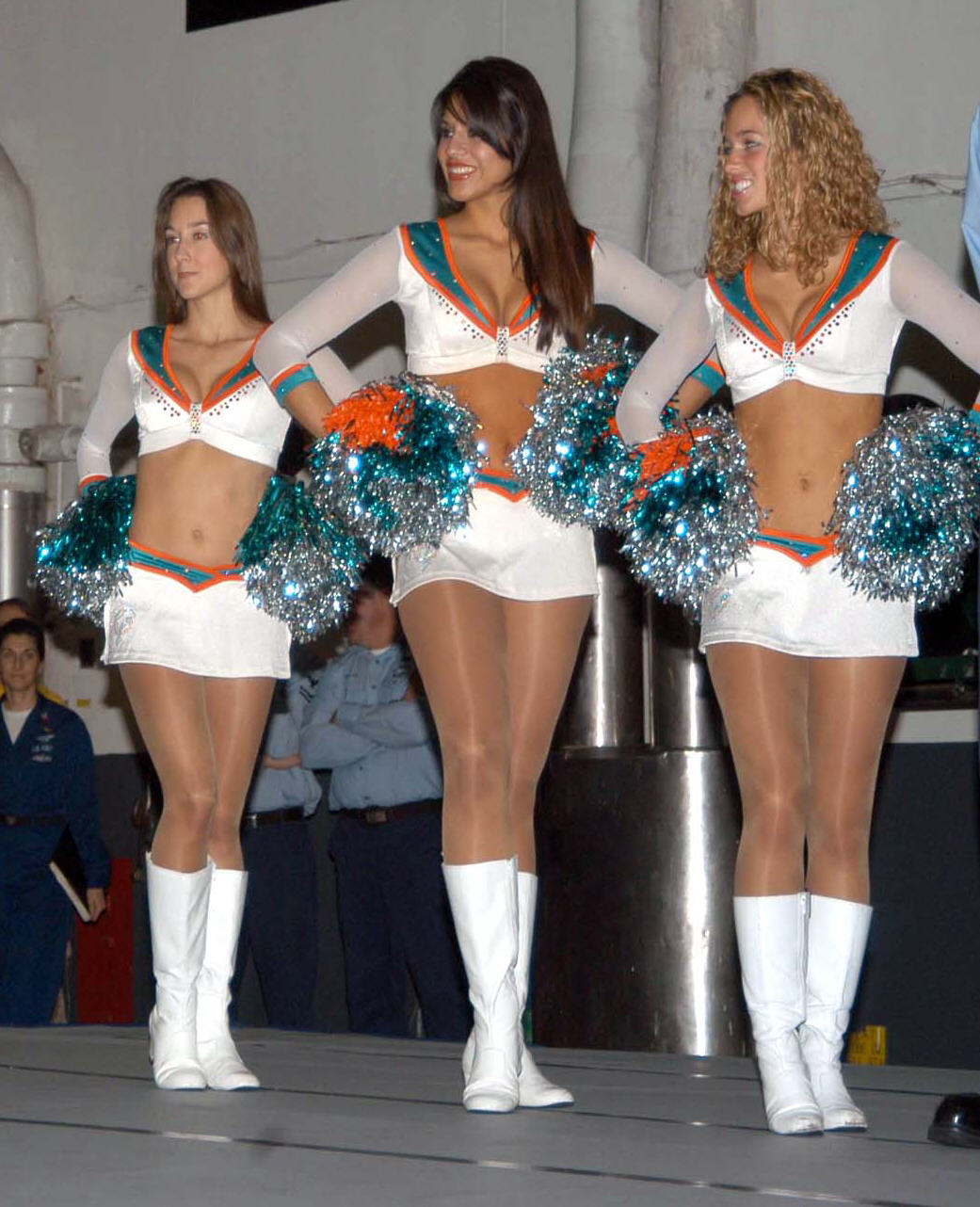
Cheerleader dei Miami Dolphins nel 2004, con un'uniforme più moderna, dotata di una "microgonna".
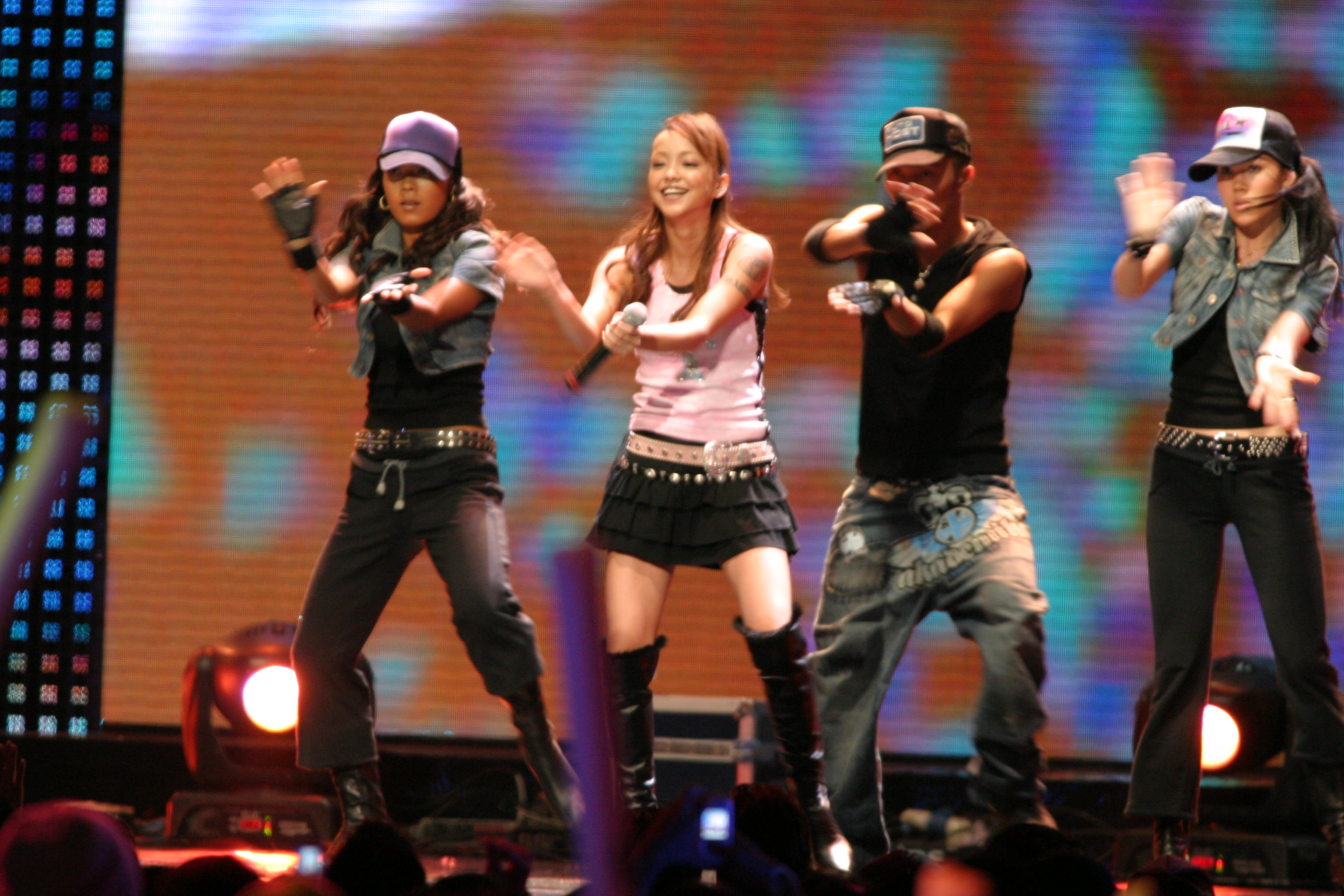
La cantante pop giapponese Namie Amuro, con una minigonna a pieghe orizzontali, durante un concerto a Bangkok nel 2005
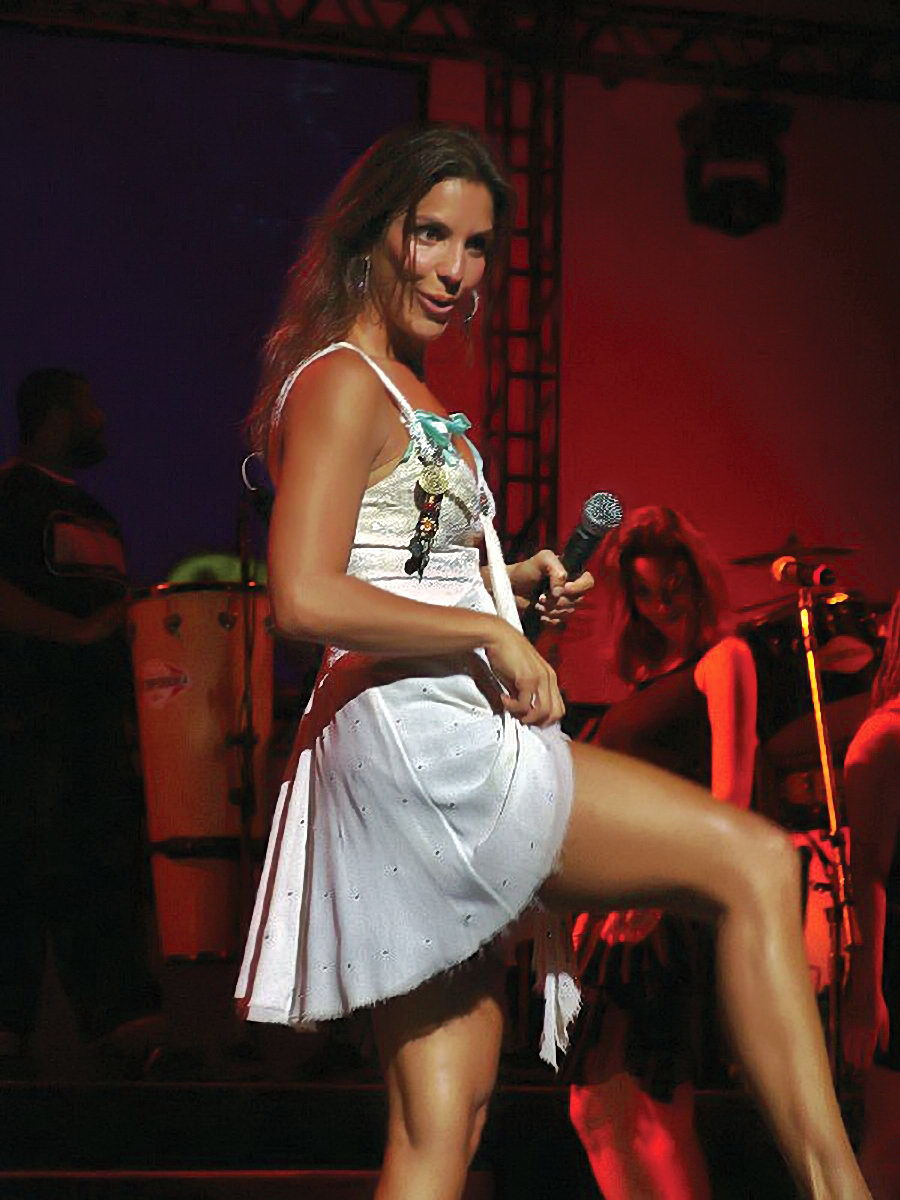
La cantante brasiliana Ivete Sangalo solleva la minigonna durante un concerto nel 2005: nonostante la diffusione degli hotpants e dei pantaloni a vita bassa, le gonne corte con le gambe in vista rimangono uno dei principali riferimenti mediatici per quello che riguarda la provocazione sessuale.
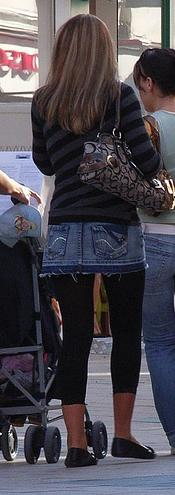
Ragazza con una minigonna di jeans, indossata sopra un paio di leggings scuri.
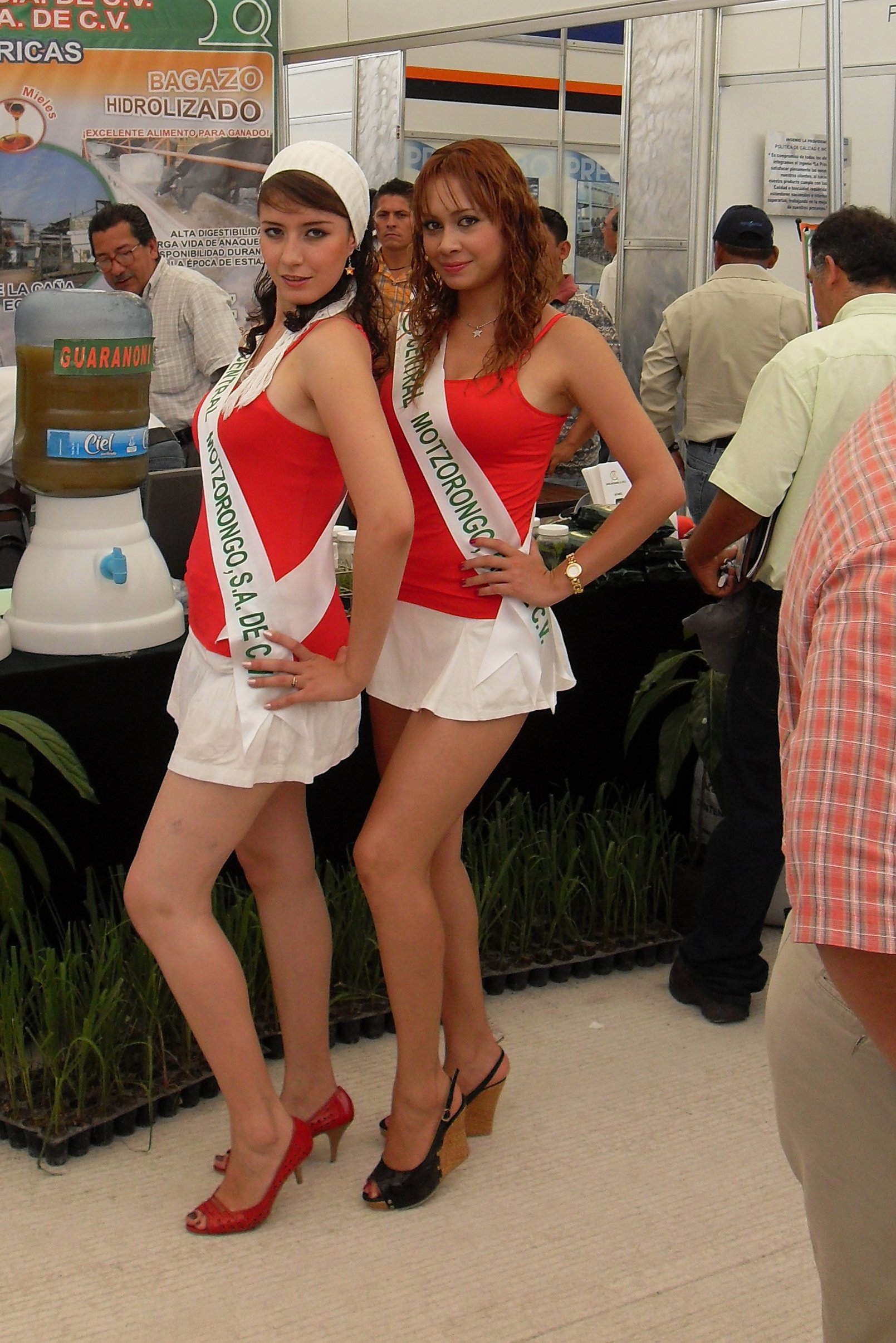
Minigonne, microgonne e miniabiti fanno spesso parte dell'uniforme delle standiste presenti in fiere mercato ed esposizioni campionarie. Nella foto hostess ad una fiera a Córdoba, Messico, nel 2009.